# 5280
5280(오천이백팔십)은 5279보다 크고 5281보다 작은 자연수다.

## 수학
- 합성수로, 그 약수는 총 48개다.[a]
  - 5280의 진약수의 합은 12864이므로, 5280은 과잉수다.
- {\displaystyle 23^{4}-1}은 5280으로 나누어떨어진다.

## 과학·기술
- IBM 5280(영어판): IBM의 컴퓨터.
- 영미 단위계의 1 마일은 5280 피트다.

## 기타
- 연도: 5280년, 기원전 5280년
- 《5280(영어판)》: 미국의 잡지.

## 같이 보기
- 5000